# Luchthaven Borg El Arab
Luchthaven Borg El Arab (IATA: HBE, ICAO: HEBA) is een luchthaven in Alexandrië, Egypte. Hij ligt 25 km ten zuidwesten van Alexandrië, dicht bij Borg El Arab.
De luchthaven bediende 236.135 passagiers in 2007 (groei van 2,2% ten opzichte van 2006).

## Terminal-faciliteiten
Er is een terminal met de volgende faciliteiten:
- 3 check-in desks
- 2 immigratie desks
- 1 lounge ruimte
- 1 vertrekhal & aankomsthal
- 1 café
- EgyptAir Gift Shop

De luchthaven heeft de capaciteit om 1.2 miljoen passagiers per jaar te verwerken en vormt daarmee een goede vervanging voor de toen grotere Luchthaven El Nouzha, die in de zomer van 2010 werd gesloten; op dat moment waren de faciliteiten van die luchthaven gepland om te worden gereviseerd. 
Nadat het land na de Egyptische Revolutie van 2011 te kampen had met economische problemen, werd de renovatie van Luchthaven El Nouzha opgeschort, waardoor Borg El Arab de enige luchthaven was die Alexandrië bedient. Eind 2020 zijn er geen plannen om de renovatie van El Nouzha af te ronden, waardoor Borg El Arab de enige operationele luchthaven van de stad blijft.

## Luchtvaartmaatschappijen en Bestemmingen
Op Borg El Arab wordt zowel internationaal als binnenlands gevlogen:
- Air Arabia Egypt - Abu Dhabi, Amman, Beiroet, Khartoum, Kuwait
- Air Arabia Maroc - Casablanca
- Bahrain Air - Bahrain
- Etihad Airways - Abu Dhabi
- Flydubai - Dubai
- Gulf Air - Bahrain
- Jazeera Airways - Koeweit
- Kuwait Airways - Koeweit
- Nas Air - Djedda, Riyad
- Royal Jordanian - Amman-Queen Alia
- Saudi Arabian Airlines - Djedda, Riyad
- Turkish Airlines - Istanboel-Atatürk

## Uitbreiding
De overheid besloot dat er een groot uitbreidingsplan komt voor de luchthaven. Ze hopen hiermee de luchthaven tot een van hun gateways van het land te maken.